# Saint-Viance
Saint-Viance (okzitanisch Sent Viance) ist eine französische Gemeinde im Département Corrèze am westlichen Rand des Zentralmassivs. Die Gemeinde ist Mitglied des Gemeindeverbandes Communauté d’agglomération du Bassin de Brive.

## Geografie

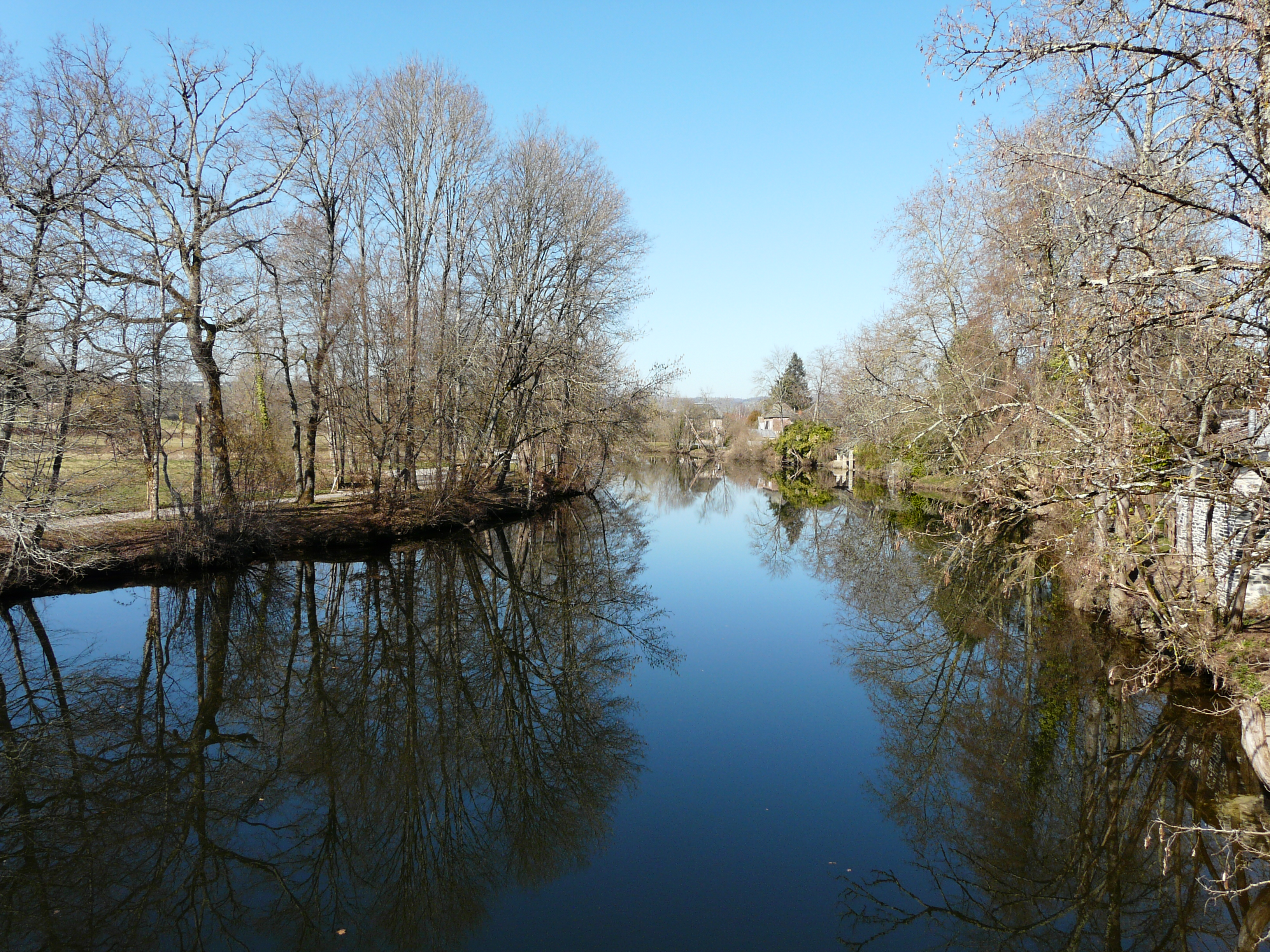
Die Vézère bei Saint-Viance

Tulle, die Präfektur des Départements, liegt ungefähr 35 Kilometer östlich, Brive-la-Gaillarde etwa 12 Kilometer südöstlich und Uzerche rund 30 Kilometer nordöstlich. Im Bassin von Brive gelegen, wird der Ort und das gesamte Gebiet von der Vézère durchflossen.

### Nachbargemeinden
Nachbargemeinden von Saint-Viance sind Allasac im Norden, Donzenac im Nordosten, Ussac im Osten und Südosten und Varetz im Westen.

### Verkehr
Die Anschlussstelle 50 zur Autoroute A20 liegt etwa acht Kilometer leicht südöstlich.

## Wappen
Beschreibung: Das Wappen ist durch Blau und Gold geviert, im Feld 1 und 4 ein goldenes Jagdhorn von drei fünfstrahligen Sternen begleitet, in den anderen Feldern sind vier blaue Balken mit Gold beginnend.

## Bevölkerungsentwicklung
| Jahr      | 1962 | 1968 | 1975 | 1982 | 1990 | 1999 | 2007 | 2016 |
| Einwohner | 743  | 785  | 847  | 1061 | 1407 | 1411 | 1595 | 1823 |

## Sehenswürdigkeiten
- Die Kirche Saint-Viance, ein Sakralbau aus dem 12. 13. und 18. Jahrhundert, ist seit dem 15. März 1972 als Monument historique klassifiziert[1].